# Скорость витания

Cила тяжести (F_{g}) направленная вниз уравновешивается силе сопротивления воздуха (F_{d}) и силе Архимеда. Тогда полная сила действующая на объект равна нулю, и в результате скорость объекта остается постоянной.

Скорость витания (также конечная скорость) — скорость, с которой осаждается частица под воздействием силы тяжести в спокойном невозмущенном потоке воздуха.
При свободном падении твердого тела в воздухе на него действуют две силы: сила тяжести равная mg, где m — масса тела и g — ускорение свободного падения, и лобовое сопротивление, то есть сопротивление среды. Сила сопротивления пропорциональна площади поперечного сечения тела S, квадрату скорости v2 и плотности воздуха ρ.
{\displaystyle F_{a}=k\rho v^{2}S}.
Пока скорость мала, то сопротивлением воздуха можно пренебречь и тело падает равноускоренно. Но с ростом скорости, сопротивление набегающего потока уравновешивает силу тяжести и тело продолжает свое падение с постоянной скоростью. Так, например, парашютист до раскрытия парашюта падает со скоростью 110 м/с рыбкой и 70 м/с распластавшись — в зависимости от площади опоры на воздушный поток. Установившуюся скорость падения можно посчитать проинтегрировав уравнение полученное из второго закона Ньютона. Установившаяся скорость:
{\displaystyle V_{t}=\lim _{t\to \infty }v(t)={\sqrt {\frac {mg}{\rho Sk}}}.}
Тяжёлые тела имеют большую установившуюся скорость, но если тело лёгкое (семена растений), то в восходящем воздушном потоке оно зависнет. Средняя скорость восходящего воздушного потока, при которой тело будет находиться во взвешенном состоянии, называют его скоростью витания. Это явление используется для сортировки тел с разной массой. Например в ситовеечных и пневмосортировочных машинах. В центробежно-ударной дробилке скорость витания является критерием достаточности измельчения.